# Holden Business
De Holden Business was tussen 1953 en 1960 een automodel van het Australische merk Holden. De Business verscheen in Holdens vier eerste series in twee generaties. Het model werd steeds enkel als sedan aangeboden. De Business Sedan stond boven de in 1948 gelanceerde Standard Sedan en onder de in 1953 geïntroduceerde Special. De Business Sedan was meer op wagenparken - zoals taxibedrijven - gericht.

## Geschiedenis

### Eerste generatie (FX-FJ, 1953-1956)
In het laatste productiejaar - 1953 - van Holdens eerste - FX - serie introduceerde het merk nog de Business. Het model was gebaseerd op de succesvolle Standard en droeg ook diens modelcode 48-215. Daar waar de standaard op particulieren was gericht was de Business meer voor wagenparken bestemd. De auto was uitgerust met de 2,2 liter zes-in-lijn Grey Motor van 60 pk die ook in de volgende FJ-serie behouden bleef. In die FJ-serie werd de Business Sedan tegelijk met de Standard en de nieuwe Special gelanceerd. Hier kreeg het model een eigen modelcode: 217.

### Tweede generatie (FE-FC, 1956-1960)
De Holden FE-serie was de tweede generatie van Holdens modellen. Hoewel de carrosserie volledig hertekend was kwam de techniek grotendeels overeen met die van de FJ-serie. Wel was de cilinderinhoud van de Grey Motor gestegen tot 2,3 liter wat een tot vermogensstijging van 10 pk leidde. In de FE-serie introduceerde Holden haar eerste stationwagens, maar de Business kreeg deze variatie niet. De gefacelifte Holden FC-serie was de laatste die het Business-model bevatte. De grille werd aangepast en er werd wat meer chroom toegevoegd. De I6 werd iets krachtiger en leverde nu 72 pk. Vanaf de FB-serie die in 1960 volgde kwam de Business Sedan niet meer voor.

## Series

### Eerste generatie
- 1953: Holden FX
- 1953: Holden FJ

### Tweede generatie
- 1956: Holden FE
- 1958: Holden FC

## Submodellen
- 1953-1960: Sedan